# 7·7 선언
7·7 선언은 1988년 7월 7일에 대한민국의 노태우 대통령이 발표한 '민족 자존과 통일 번영을 위한 대통령 특별선언'이다. 6개항으로 된 이 선언의 내용을 보면, 남북 동포의 상호교류 및 해외동포의 남북 자유왕래 개방, 이산가족 생사 확인 적극 추진, 남북교역 문호개방, 비군사 물자에 대한 우방국의 북한 무역 용인, 남북 간의 대결외교 종결, 북한의 대미·일 관계 개선 협조 등이다. 이 선언 후 한국 정부는 대북 비난 방송을 중단했으며, 남북 대학생 국토순례대행진을 북한측에 요구하기도 하였다.

## 내용
7·7 선언은 6개 항의 정책 추진을 제시했는데, 그 내용은 다음과 같다.

1. 정치인, 경제인, 종교인, 문화예술인, 체육인, 학자 및 학생 등 남북동포간의 상호교류를 적극 추진하며 해외동포들이 자유로이 남북을 왕래하도록 문호를 개방한다.
2. 남북적십자회담이 타결되기 이전이라도 인도주의적 견지에서 가능한 모든 방법을 통해 이산가족들간에 생사, 주소확인, 서신왕래, 상호방문이 이루어질 수 있도록 적극주선, 지원한다.
3. 남북한 교역의 문호를 개방하고 남북한 교역을 민족내부 교역으로 간주한다.
4. 남북 모든 동포의 삶의 질을 향상시킬 수 있도록 민족경제의 균형적 발전이 이루어지기를 희망하며, 비군사적 물자에 대해 우리 우방과 북한이 교역을 하는데 반대하지 않는다.
5. 남북한간의 소모적인 경쟁, 대결외교를 종결하고 북한이 국제사회에 발전적 기여를 할 수 있도록 협력하며, 또한 남북 대표가 국제무대에서 자유롭게 만나 민족의 공동이익을 위하여 서로 협력할 것을 의망한다.
6. 한반도의 평화를 정착시킬 여건을 조성하기 위하여 북한이 미국·일본 등 우리 우방과의 관계를 개선하는데 협조할 용의가 있으며, 또한 우리는 소련·중국을 비롯한 사회주의국가들과의 관계개선을 추구한다.